# ジョン・ウィルモット (第2代ロチェスター伯)

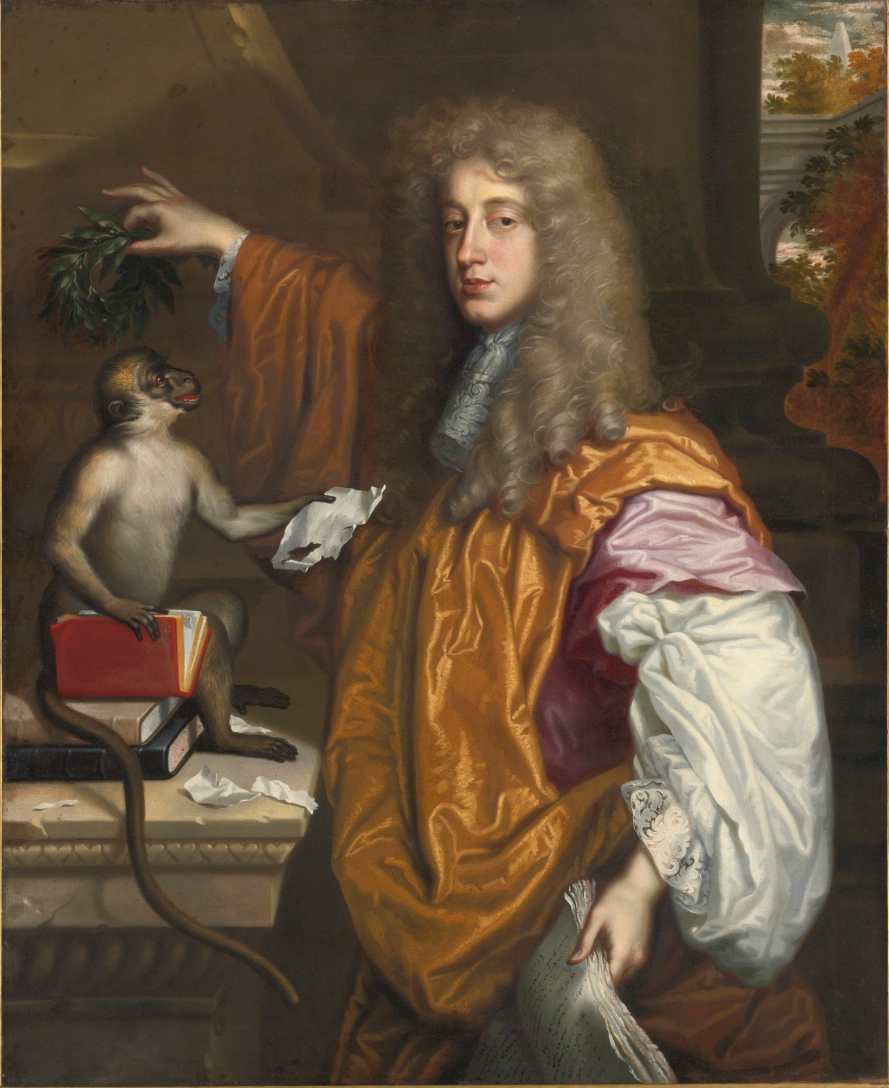
第2代ロチェスター伯爵ジョン・ウィルモット

第2代ロチェスター伯爵ジョン・ウィルモット（John Wilmot, 2nd Earl of Rochester, 1647年4月1日 - 1680年7月26日）は王政復古時代のイングランド貴族で宮廷詩人。学位は文学修士。

## 略伝
清教徒革命で亡命していたチャールズ2世に従い、騎兵隊長・寝室係侍従として仕えた初代ロチェスター伯ヘンリー・ウィルモットの一人息子として生まれた。1653年から翌1654年にかけて母アンと共にパリに滞在。1656年までに領地であるディッチリー・パークに戻る。10歳頃からバーフォート文法学校に入学し、ギリシャやラテンの古典作家に通暁するようになった。1660年にオックスフォード大学ウォダム学寮の自費学生となり、1661年には14歳で文学修士となる。その年の11月にフランスとイタリアへの大旅行に赴く。
帰国した1664年の暮れから、チャールズ2世の愛妾で遠縁にあたるバーバラ・パーマーや大法官のクラレンドン伯爵エドワード・ハイドを通じて、年収2000ポンドもの大財産の相続人であったエリザベス・マレットに求婚を始めた。しかし1665年5月26日の晩、一団の男を指揮してチャリング・クロスでエリザベスを誘拐しアックスブリッジで逮捕、5月27日にチャールズ2世の命令でロンドン塔長官に送られた。6月19日に保釈金を支払い釈放、7月15日からイングランド艦隊の義勇兵となり、8月1日にノルウェーのベルゲン港でオランダ共和国との交戦を経験した。
戦闘では非常に勇敢にふるまい、周囲の賞賛を得ると共に、魂の不滅について深刻な疑念を抱いたといわれる。9月に帰国し、10月31日に国王から海戦での勇敢な行動に対する褒賞として750ポンドを賜る。1666年3月に国王の寝室係侍従に任命、6月に英仏海峡の海戦に参加し、11月に帰国する。1667年1月29日にエリザベス・マレットと結婚、10月5日に上院に召還され議員になると共に、11月には下院による「クラレンドン弾劾決議を支持せよ」という抗議文に署名している。
その後の13年間では、ロンドンに出ては大酒と放蕩に身を持ち崩し、田舎にある領地に戻り妻子と団欒を過ごすという生活の繰り返しであった。主な出来事は次のとおり。
1. 女優のエリザベス・バリー、ボウテル夫人、国王の愛妾ロバーツ夫人と恋をし、特にバリーとは一人娘をもうけている（1677年）。
2. 1669年11月末、マルグレイヴ伯爵と決闘をするところだったが、ロチェスターからの「身体が弱っているために馬に乗らずには戦えない」という申し出で中止になった。
3. 1675年、酔っぱらったあげく、御苑の中央に立ち、ヨーロッパ随一の貴重品とされていた日時計を抱えて引き倒した。
4. 1676年6月、エプソムの治安官と喧嘩をし、仲間のダウンズが夜警に殺された。翌7月の間中、医者と占星術師に変装してタワーヒルで開業していたという。
5. 1678年末、ヨーク公ジェームズ（後のジェームズ2世）の王位継承を認めないという下院からの王位排除法案について、上院で反対演説を行った。
6. 1679年12月12日に起こった、詩人で批評家のジョン・ドライデンがローズ小路で襲撃され重傷を負うという事件に関与していたという。

1669年から治療を始めていた梅毒が1677年から悪化、それに従って公的な事柄に関心を向け始め、外国で官職に就きたいとも考えていた。1679年10月にバーネット博士(Gilbert Burnet)の『宗教改革史』を読み、キリスト教信仰に心ひかれ、バーネットと神の本性・理性・奇跡について対話を始めた。
1680年の春、母の礼拝堂牧師が読む「イザヤ書」第53章を聴いて不意に改心し、5月の末から6月の初めに正式に改悛し、秘蹟を授かった。6月19日には「自分が悪しき手本を示して罪を犯させたかも知れないすべての人」に対し、「末期の忠告」を書き署名し、1月後の7月26日に33歳で死去。息子のチャールズがロチェスター伯位を継いだが、翌1681年に10歳で亡くなりウィルモット家は断絶、ヨーク公の義弟でクラレンドン伯の次男ローレンス・ハイドが新たにロチェスター伯となった。

## 詩人として
ロチェスターは1675年からドライデンと仲違いした後は、オトウェイ、ナサニエル・リー、サー・フランシス・フェインなどの新進の劇作家を保護し、自らは宮廷を機知にあふれた詩で批判し、恋愛詩を書き、女優のバリーを導いて才能を開花させることができた。しかし作品のいくつかは卑猥であり、用語も涜神的であったために、放縦であった同時代の人からも「ポルノ詩人」とみなされた。後世になると、現代のイギリス詩人ピーター・ボーターがロチェスターを「ボードレールとアルチュール・ランボーの先駆者」と呼ぶなど再評価は進んでいる。

## 参考
- グレアム・グリーン『ロチェスター卿の猿』（Lord Rochester's Monkey, being the Life of John Wilmot, Second Earl of Rochester, 1974年）　ASIN B000J30NL4. ISBN 978-4-12-001447-5
- Jeremy Lamb " So Idle a Rogue: The Life and Death of Lord Rochester." (2005年) ISBN 0-7509-3913-3.
- James William Johnson "A Profane Wit: The Life of John Wilmot, Earl of Rochester. Rochester", (2004年) ISBN 1-58046-170-0.
- "The Works of John Wilmot, Earl of Rochester." Harold Love編. New York: Oxford University Press. ISBN 0-19-818367-4.
- "The Complete Poems of John Wilmot, Earl of Rochester." David M. Vieth編 (2002年) Yale University Press, ISBN 0-300-09713-1.